# Miranda (Colombia)
Miranda è un comune della Colombia facente parte del dipartimento di Cauca.
Il centro abitato venne fondato da Julio Fernández Medina nel 1899.